# Joutsan Seutu
Joutsan Seutu est un journal indépendant paraissant chaque jour à Joutsa et à Luhanka.
Il a été fondé en 1971.
Sa distribution s'élève à 5 040 exemplaires en 2011.